# María Clara Ciocchini
María Clara Ciocchini, también conocida como la Cieguita (Bahía Blanca, 21 de abril de 1958 - La Plata, 16 de septiembre de 1976),fue una estudiante argentina detenida desaparecida por el terrorismo de Estado en Argentina.

## Biografía
María Clara nació y se crio en Bahía Blanca, donde fue Guía de la Orden Pequeña Obra. Desde ese espacio colaboraba en actividades de enseñanza en barrios necesitados.Cursó sus estudios secundarios en la Escuela Normal Superior de Bahía Blanca.Allí comenzó su militancia política en la agrupación peronista estudiantil Unión de Estudiantes Secundarios (UES).
En 1975 la familia debió trasladarse a la ciudad de La Plata, donde residían familiares paternos, debido al peligro que representaba para el núcleo familiar permanecer en Bahía Blanca, en el marco de las persecuciones y asesinatos por parte de la Alianza Anticomunista Argentina. La casa de la familia Ciocchini fue allanada por esas fuerzas.
En La Plata y desde la militancia en la UES, María Clara militaba en el barrio marginal Sánchez Elía, mediante ayuda humanitaria a personas carenciadas.  En ese ámbito conoció a María Claudia Falcone.

## Desaparición forzada
El 16 de septiembre de 1976, en la Calle 56 n° 586, piso 6, departamento 1 de la ciudad de La Plata, un grupo de unos seis hombres armados y encapuchados del Ejército Argentino secuestraron a María Clara y a María Claudia. Este operativo delictivo se inscribe en una serie de secuestros de estudiantes secundarios que se perpetraron en la ciudad de La Plata por esos días y se recuerda en Argentina cada 16 de septiembre como la Noche de los Lápices. La orden de estos secuestros fue emitida por el Batallón 601 del Servicio de Inteligencia del Ejército para ser ejecutadas por la Policía de la Provincia de Buenos Aires.
Posteriormente diversos testimonios indican que fue llevada a dos centros clandestinos de detención. Primero al “Destacamento de Arana y luego al Pozo de Banfield.  Este último pertenecía a la Policía de la Provincia de Buenos Aires, que a su vez era dependiente, en términos operacionales, del Primer Cuerpo de Ejército.
Pablo Díaz, uno de los cuatro sobrevivientes del episodio conocido como la Noche de Los Lápices, es uno de los testigos clave que brindó testimonio de haber compartido centro de detención en el Pozo de Banfield con María Clara.
El cuerpo de María Clara Ciocchini continúa desaparecido.
El caso fue incluido en una serie de causas judiciales: Juicio a las Juntas (1985) la causa Camps (1986) y la causa Circuito Camps (2012).

## Homenajes

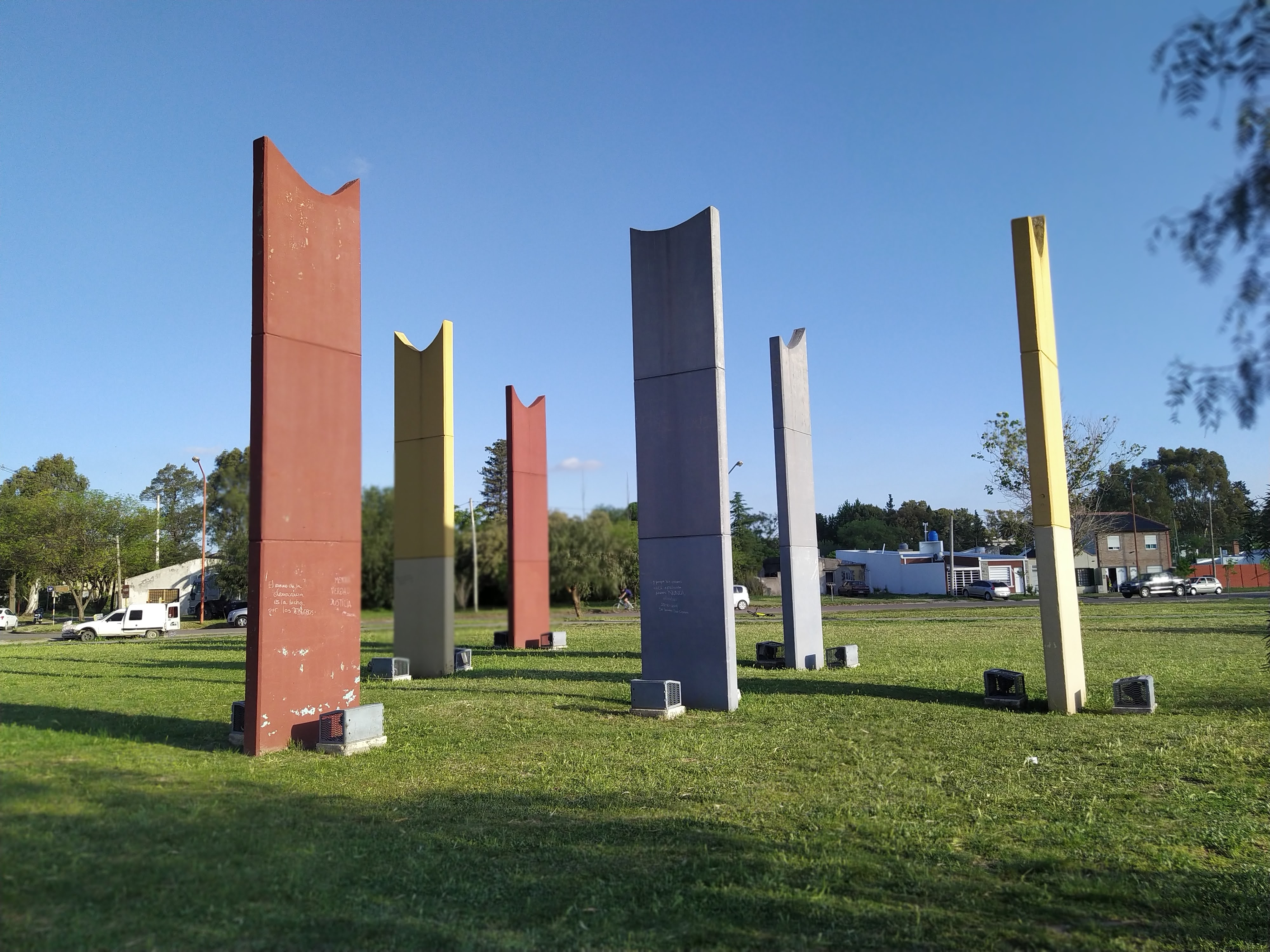
Homenaje a María Clara Ciocchini. Plaza de los Lápices en Bahía Blanca.

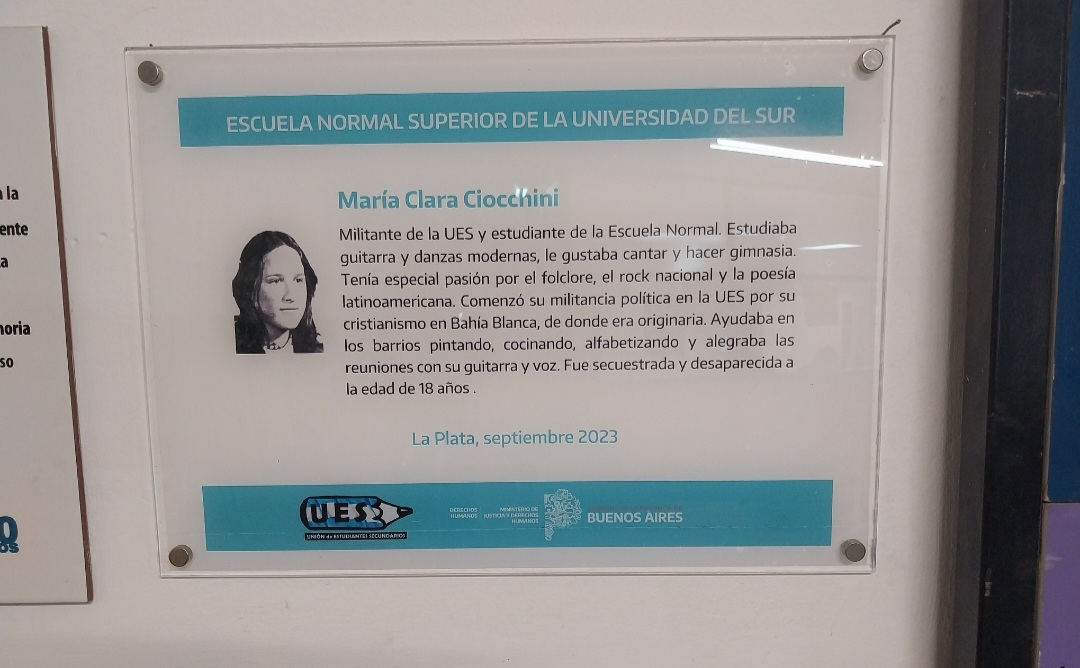
El 13 de julio del 2023, como parte de las actividades realizadas por el taller Jóvenes y Memoria de la Escuela Normal Superior "Vicente Fatone" (ENS) de la Universidad Nacional del Sur, se descubrió una placa homenaje a su militancia en el hall de la ENS

El 1 de septiembre de 1995 se inauguró en Bahía Blanca, su ciudad natal, la Plaza de los Lápices "María Clara Ciocchini" en conmemoración de los desaparecidos durante ese operativo.